# Ortnamn i Närke
Ortnamn i Närke kan, liksom de övriga svenska ortnamnen, delas upp i naturnamn och kulturnamn. Kulturnamnen är ofta bebyggelsenamn med  efterled där bebyggelsen beskrivs, såsom -by (Ekeby), -torp (Vretstorp) och -tuna (Frötuna).
Vissa ortnamn är speciella för Närke och delar av omgivande landskap. Exempel på detta är namn som har efterleden -hyttan, som även förekommer i andra mellansvenska landskap där bergsbruk har bedrivits: Värmland, Västmanland och Dalarna.  
Ortnamnen i Närke är, som i alla andra landskap i Sverige, dels osammansatta ortnamn och dels sammansatta. Av de sammansatta ortnamnen har de flesta två ordled, förled och efterled. 
Några av de osammansatta namnen är enstaviga, som till exempel Bro, Kil och Torp. Andra är tvåstaviga som till exempel Kumla och Lanna. Ändelsen -a betecknar ofta pluralis. Av de sammansatta ortnamnen har de flesta två ordled, förled och efterled, som till exempel Hasselfors och Pålsboda, men det finns också namn med tre ordled, som Axbergshammar och Ölmbrotorp.

## Definition av begreppet ortnamn
Ortnamn eller toponymer är namn på geografiska företeelser och ortnamnen kan delas upp i bebyggelsenamn och naturnamn.
En språkvetenskaplig definition är att "ett ortnamn är ett språkligt uttryck som i en viss namnbrukarkrets är knutet till en bestämd plats".

## Ortnamnskategorier
Alla ortnamn delas upp i två huvudkategorier: naturnamn och kulturnamn. Kulturnamnen kan indelas tre kategorier: ägonamn, bebyggelsenamn och namn på artefakter. 
 
Naturnamn är namn på vattendrag, sjöar, skogar o.s.v. Ägonamn är namn på mark som används för jordbruk och boskapsskötsel, till exempel åkrar, ängar och hagar. Bebyggelsenamn är namn på tätorter, byar, gårdar, bygder med mera. Artefaktnamn är namn på broar, hamnar, gruvor, gravhögar m.m. Bebyggelsenamn kan vara primära eller sekundära. Primära bebyggelsenamn avser bebyggelse redan från början, till exempel de som slutar på -by (som Viby) eller -torp (som Åbytorp). Sekundära bebyggelsenamn har inte från början betecknat bebyggelse. Dessa bebyggelsenamn har ursprungligen varit naturnamn, ägonamn eller artefaktnamn. Exempel på sådana ortnamn i Närke är Lännäs, Löksätter, Röfors med flera.

## Ortnamnet Närke
Namnet Närke (Neeric 1165-81) anses komma av ett ord, när, som används om smala höjsträckningar och sund. Det är samma ord som finns i namnet Norrbyås (Nerboahs 1275). 'När-' kan syfta på åsen där Norrbyås kyrka ligger. Vad resten av ortnamnet betyder är inte klarlagt.

## Ortnamnet Örebro
Örebro (Horebro cirka 1200, Ørabro 1260, Ørebro 1278) börjar i sitt äldsta belägg med h.
Detta beror på att h-förslag var vanligt i latinska brev på medeltiden. Förledet ör
betyder 'grus', 'grusbank' m.m. En rimlig tolkning är att namnet betyder 'bron på grusbanken'.

## Typiska närkingska ortnamnsled och ortnamnsändelser

### Ortnamnsförled med trädanknytning
- Alm- finns i Almby.
- Ask- finns i Askersund.
- Asp- finns i den omljudda formen Äsplunda.
- Björk- Björkön är en ö där det växer björk.
- Ek- finns i Ekeby.
- Rönn- finns i Rönneshytta.

### Ortnamnsefterled som betecknar bebyggelse

hult

sta

sätter

- -boda, betecknade ursprungligen bodar för tillfälligt bruk, bland annat förrådsbodar för förvaring av hö. Exempel på dessa namn är  Pålsboda, Ramundeboda och Ånnaboda.[9]
- -by kan i äldre namn både ha betydelsen 'gård' och 'samling av gårdar'. Ordet 'by' är släkt med verbet 'bo'.[10] I Närke finns bland annat Bålby, Ekeby och Åby.
- -fall, 'svedjefall', exempel: Björnfall, Ljusfall och Syssfall.
- -fallet, 'svedjefallet', exempel: Bäckafallet, Logafallet och Rifallet.
- -hult betyder 'skogsdunge' och har troligen varit kulturmark av lövskogskaraktär, och detta efterled är vanligt i Närke, till exempel Hålahult, Ormhult och Skagershult.[11]
- -hulta är pluralis av -hult. Tre sådana namn finns i Närke: Bjurhulta, Skeppshulta och Värhulta.
- -rud förekommer rätt sparsamt i Närke. Huvuddelen av de svenska ortnamnen med efterleden -rud finns annars i Dalsland, Värmland och Västergötland. -rud är besläktat med 'röja' och betecknar 'röjning i skog'. Exempel  på -rud i Närke är Arrud, Bönerud och Ebberud.[12]
- -sta förekommer på många platser i Närke, liksom i övriga Svealand samt i östra Norrland och i Jämtland. I Götaland skrivs efterleden som -stad. Den ursprungliga betydelsen av -sta har antagits vara 'plats, ställe', men även andra tolkningar har föreslagits. Två närkingska namn med efterleden -sta är Kävesta och Sköllersta i Hallsbergs kommun. [13]
- -sätter är en mellansvensk uttalsform för -säter. Efterleden -sät(t)er är vanligt i framförallt Östergötland och Södermanland, men det finns även i Närke. Betydelsen i dessa mellansvenska landskap är 'utmarksäng, skogsäng'. Exempel: Gottsätter, Hjälmsätter, Källsätter och Rudsätter.[14]
- -torp betecknar i sin äldsta betydelse 'utflyttad gård'. Denna äldre (medeltida) betydelse är tydlig i namn där sambandet mellan en ny gård och moderbyn markeras i namnet, som till exempel Åbytorp av Åby och Dalbytorp av Dalby. Den stora massan av namn med efterleden -torp tillkom under 1500-talets senare del och 1600-talets första del, under en tid av kraftig ökning av nyodlingsverksamheten. Under denna tid kom betydelsen av -torp allt mer att bli 'nybygge på utmark'. Då uppstod ofta namn som syftade på den första ägaren, som Sigridstorp i Askersund och Rangeltorp (Ragnelltårp 1600), av Ragnhild, i Axbergs socken. Ännu senare fick -torp betydelsen 'dagsverkartorp', 'soldattorp' m.m.[15]

### Ortnamnsefterled som betecknar bergshantering och industri
- -fors ingår i namnet på några bruksorter i Närke. Dessa orter måste, innan det fanns elektricitet, vara belägna nära kraftigt strömmande vatten för att få energi. I södra Närke (i nära anslutning till Tiveden) finns Dohnafors[16], Hasselfors[17] och Röfors[18].
- -hammar, med betydelsen 'vattenhammare', förekommer i namnen Axbergshammar, Klockhammar och Olshammar.
- -hyttan är ett vanligt efterled i anslutning till Kilsbergen. En hytta är en smältugn för malm, och kallas även masugn. Exempel på dessa namn är Lekhyttan, Mullhyttan och Vekhyttan.

### Ortnamnsändelser som betecknar bebyggelse
-a är en vanlig pluraländelse i svenska ortnamn.  I vissa områden är -e vanligare, till exempel på Gotland, i Bohuslän, i vissa delar av Värmland (till exempel Sunne) och i Härjedalen Hede ((ii) Hedha sokn 1397) och Jämtland (Stavre). I Närke är ändelsen -a den vanligaste pluraländelsen, till exempel i Kumla (Kumblum 1307). 
-inge är en avledningsändelse och den betecknar oftast invånarna på en viss plats. I Närke finns bland annat Hidinge och Kräcklinge. Ett annat bildningssätt har sockennamnet Tysslinge som kommer av sjönamnet Tysslingen

### Ortnamnselement som betecknar höjder
- -klint betyder 'berg med branta väggar. Några höjder som kallas 'klint' finns i Kilsbergen och några finns i södra Närke. Detta efterled har Garphytteklint, Löcknaklint, Skepphultaklint och Trollkarlsklint.

### Fristående ortnamnselement som betecknar höjder
- klint finns i namnen Lekhytte klint, Tosjö klint och Ullavi klint.

## Ortnamn som påminner om hednisk kult

### Säkra tolkningar
De ortnamn som har namnet på en fornnordisk gud eller gudinna i sitt förled kallas teofora ortnamn. Tillsammans med övriga ortnamn som syftar på gudadyrkan benämns de sakrala ortnamn.
- Frösvi finns i Edsberg. Namnet betyder 'guden Frös vi'.
- Nalaviberg (Nærdhawi 1347) i Viby socken och Nalavi (Nærthawi 1276) i Kräcklinge socken har en förled som kommer av guden Njord.
- Odensvi i Viby socken.
- Ullavi på fyra ställen i Närke. Namnet betyder 'guden Ulls vi'.
- Vivalla, (i Wiuallum 1447).[20]

### Osäkra eller omstridda tolkningar
Frövi i Edsberg har två olika tolkningar. I den äldre, traditionella tolkningen menar man att Frövi betyder 'gudinnan Fröjas vi'. En nyare tolkning (ursprungligen från 1994) menar att Frö-   
betyder 'frodig' och att 'vi' i detta fall kommer av -viþi, som betecknar ’skog’. Luggavi (Ludhgudwi 1310) i Kräcklinge socken är svårtolkat. Första ledet ludh kan innehålla ett ord för 'ludd' eller 'växtlighet. Det andra ledet, gud, kan antingen betyda ’gudinna’ eller vara en motsvarighet till det fornisländska godi (en motsvarighet till 'häradshövding').  Liknande bildningar i andra landskap är Ludgo i Sörmland och Locknevi i Småland.
På Oden kan också namn med förledet Göt- syfta. I Närke finns Götlunda, och två Götavi samt Götarsvik (Gøteui 1555). En möjlig tolkning av Götlunda är 'Odens heliga lund'. Götavi kan betyda 'Odens tempel'. En annan möjlighet är att Göt- betyder 'götarnas'.
Skäve (Skædhwi 1357) och Skävesund (Skædhui) har ett omstritt förled, skedh eller skedhe. En uppfattning är att ordet oftast betyder 'landtunga eller (skiljande) åsrygg', 'något som sticker ut och skiljer av'. Efterleden är vider eller vidhi med betydelsen 'skog'.
En annan uppfattning är att -ve och -vi i den grupp av ortnamn som kallas Skædhwi-namn betyder 'helig plats, kultplats'. Förledet Skædh- kan då antingen betyda 'plats för hästkapplöpning eller hingsthetsning' eller innehålla ett dialektord sked 'planka, bräde', varvid skædhwi skulle syfta på en helgedom omgiven av bräder.  

Namnet Tiveden är möjligen en sammansättning av namnet på den fornnordiska guden Ti (även kallad Tyr) och ved som betyder skog. Ett annat förslag angående betydelsen av förleden Ti- är att den är stamform till det fornvästnordiska ordet tívar, som betyder gudarnas. Tiveden skulle då betyda gudarnas skog. Enligt ett senare förslag skulle istället Tiveden kunna komma av ett *Twi- som syftar på tvedelning, alltså 'den tudelade skogen'. 
Ett försök har också gjorts att förklara varför i så fall de människor som en gång gav Tiveden dess namn skulle ha ansett att den är tudelad.